# محوطه آستانه بن دلیجان
محوطه باستانی آستانه بن دلیجان مربوط به دوره ایلخانی - تمیوری است و در شهرستان رودسر، بخش رحیم‌آباد، دهستان اشکور علیا و سیارستاق ییلاقی، روستای دلیجان واقع شده و این اثر در تاریخ ۲۷ اسفند ۱۳۸۶ با شمارهٔ ثبت ۲۲۵۱۹ به‌عنوان یکی از آثار ملی ایران به ثبت رسیده‌است.